# Pradeep Ranganathan
Pradeep Ranganathan est un réalisateur et acteur indien. Il travaille principalement dans l'industrie cinématographique du Tamil Nadu. Il est devenu célèbre avec les films Comali, sorti en 2019, et Love Today, sorti en 2022,,. Il a également fait ses débuts d'acteur dans le film Love Today,. Pradeep est originaire du village de Vengai, taluk de Tindivanam, district de Villupuram.

## Carrière
Pradeep, qui a commencé sa carrière en produisant plusieurs courts métrages, dont WhatsApp Kadhal (2015), a effectué de nombreuses autres tâches, notamment le jeu d'acteur, le montage et la réalisation. Il a eu l'opportunité de réaliser le film Comali (2019) avec Jayam Ravi, produit par Wales International .
En 2019, Jayam Ravi a fait ses débuts en tant que réalisateur avec le film Comali, avec Kajal Aggarwal. Le film a également connu un succès commercial. Pradeep Ranganathan a également fait une apparition dans la scène finale du film. Il a également été critiqué pour avoir ciblé Kajal dans ses tweets en lui faisant porter des tenues tribales.

## Controverse
La représentation par le film Comali de l'annonce de l'entrée en politique de l'acteur Rajinikanth en 1996 a été controversée. Les fans de Rajinikanth ont exigé un boycott du film,. Cette scène a ensuite été retirée du film.

## Films
| Année | Film                | Réalisateur | Scénariste | Acteur | Producteur | Rôle                       | Remarques                                                                                               | Modèle:Ref heading |
| ----- | ------------------- | ----------- | ---------- | ------ | ---------- | -------------------------- | --- | ------------------ |
| 2019  | Comali              | Oui         | Oui        | Oui    | (no)       | Joseph (caméo)             | Lauréat — 9e South Indian International Movie Awards                                                    | [ 10 ]             |
| 2022  | Love Today (2022)   | Oui         | Oui        | Oui    | (no)       | Uthaman Pradeep            | Lauréat — 11e South Indian International Movie Awards; Filmfare Award du meilleur espoir masculin - Sud | ,                  |
| 2025  | Loveyappa           | (no)        | Histoire   | (no)   | Oui        | NC                         | Film hindi ; remake de Love Today (2022)                                                                | [ 13 ]             |
| 2025  | Dragon              | (no)        | Histoire   | Oui    | (no)       | Raghavan "Dragon" Dhanapal | | [ 14 ]             |
| 2025  | Modèle:Pending film | (no)        | Oui        | Oui    | (no)       | À venir                    | Tournage en cours                                                                                       | ,                  |